# Marie Daëms
Pour les articles homonymes, voir Daems.
Marie Daëms, née le 27 janvier 1928 à Paris 9e et morte le 19 janvier 2016 à Vigneux-sur-Seine (Essonne), est une actrice française naturalisée belge[réf. souhaitée].

## Biographie
Fille d'un père belge opérateur de cinéma et d'une mère au foyer, Marie Daëms a quatre frères et sœurs. Elle étudie au lycée Jules-Ferry, puis entre au Cours Simon.
Elle débute au théâtre en 1947, avec Marcel Herrand, dans Une jeune fille savait d'André Haguet.
En 1949, elle épouse François Périer et, la même année, tourne son premier film Au p'tit zouave de Gilles Grangier.
Marie Daëms divorce en 1960 et s'installe près du parc Monceau. Sa sœur, Agathe Aëms née en 1944, est aussi comédienne.

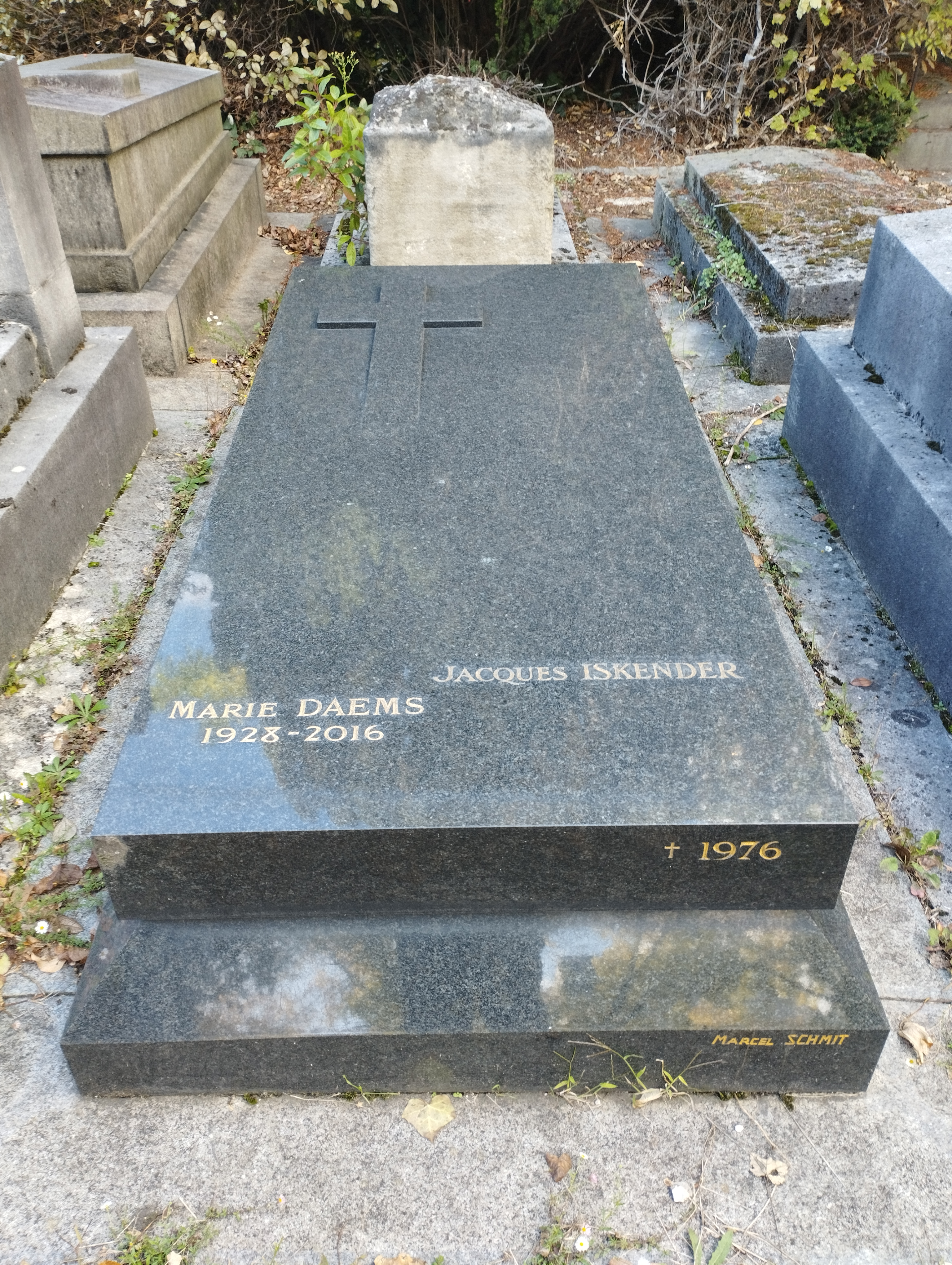
Tombe de Marie Daëms au cimetière du Montparnasse (division 10).

Elle meurt le 19 janvier 2016 à Vigneux-sur-Seine, à l'âge de 87 ans, et est inhumée au cimetière du Montparnasse (division 10, section 1, ligne 6 sud, tombe 25 est).

## Filmographie

### Cinéma
- 1949 : Vedettes en liberté de Jacques Guillon
- 1949 : Vire-vent de Jean Faurez et Francinex : Julie
- 1949 : Le Sorcier du ciel de Marcel Blistène : Catherine Lassagne
- 1950 : Au p'tit zouave de Gilles Grangier : Olga
- 1951 : Vedettes sans maquillage de Jacques Guillon (court-métrage)
- 1951 : Mon phoque et elles de Pierre Billon : Gabrielle Rivers
- 1951 : Ce siècle a cinquante ans de Denise Tual et Werner Malbran
- 1951 : L'Amour, Madame de Gilles Grangier : Diane Broussard
- 1953 : Un trésor de femme de Jean Stelli : Sophie Brunet
- 1954 : Scènes de ménage d'André Berthomieu
- 1954 : L'Air de Paris de Marcel Carné : Corinne
- 1955 : Paris Canaille de Pierre Gaspard-Huit : Claude
- 1957 : Le Coin tranquille de Robert Vernay
- 1957 : Charmants Garçons d'Henri Decoin
- 1957 : La Garçonne de Jacqueline Audry : Arlette Montéran
- 1957 : L'Irrésistible Catherine d'André Pergament : Catherine Revering
- 1957 : Filous et Compagnie de Tony Saytor : Mireille
- 1958 : La Vie à deux de Clément Duhour : Madeleine
- 1959 : Le Voyage (The Journey) d'Anatole Litvak : Françoise Hafouli
- 1960 : Pierrot la tendresse de François Villiers
- 1961 : Le crime ne paie pas de Gérard Oury : Clemende
- 1961 : Le Puits aux trois vérités de François Villiers : une invitée au vernissage
- 1962 : Que personne ne sorte d'Ivan Govar : Karine
- 1962 : Nous irons à Deauville de Francis Rigaud : Marie-Laure Spiroza
- 1977 : Alibis de Pierre Rissient : Comtesse
- 1977 : Une fille cousue de fil blanc de Michel Lang : Rebecca
- 1979 : Le Mouton noir de Jean-Pierre Moscardo : Mme de Brugères
- 1986 : Deux enfoirés à Saint-Tropez de Max Pécas : Mme Erickson
- 1990 : Un week-end sur deux de Nicole Garcia : Graziella Jacquet
- 1998 : Ceux qui m'aiment prendront le train de Patrice Chéreau : Lucie
- 1999 : Le Créateur d'Albert Dupontel : Odette

### Télévision
- 1955 : Le Ciel de lit de Marcel L'Herbier
- 1962 : L'inspecteur Leclerc enquête, de Claude Barma, épisode : Ma femme est folle : Elisa-Jacqueline
- 1965 : Vergalade de François Chatel
- 1971 : Des amis très chers d'Abder Isker : Alice
- 1973 : Les Enquêtes du commissaire Maigret de François Villiers, épisode : Mon ami Maigret : Mme Wilcox
- 1978 : Un ours pas comme les autres de Nina Companéez
- 1979 : L'Orange amère de Roger Hanin : Marianne
- 1981 : Tovaritch de Jeannette Hubert : Fernande Arbeziat
- 1982 : Ce fut un bel été de Jean Chapot : Carole Lemaire
- 1986 : Catherine de Marion Sarraut (TV) : Anne de Sillé
- 1987 : Les Passions de Céline de Josée Dayan : Mme Mère
- 1988 : Le Chevalier de Pardaillan de Josée Dayan : Jeanne d'Albret
- 1988 : Cinéma de Philippe Lefebvre (TV)
- 1989 : À corps et à cris de Josée Dayan (TV) : rédacteur en chef à Paris
- 1998 : Les Filles de Vincennes de Thierry Binisti : Germaine
- 1998 : Les Grands Enfants de Denys Granier-Deferre : Bérangère

## Théâtre
- 1945 : Tartuffe de Molière, mise en scène Marcel Herrand, théâtre des Mathurins
- 1945 : L'Autre Aventure de Marcel Haedrich, mise en scène Jacques Erwin, théâtre l'Apollo
- 1946 : Divines Paroles de Ramón María del Valle-Inclán, mise en scène Marcel Herrand, théâtre des Mathurins
- 1946 : Primavera de Claude Spaak, mise en scène Marcel Herrand, théâtre des Mathurins
- 1946 : Le Crime de Lord Arthur Savile de Saint John Legh Clowes d'après Oscar Wilde, mise en scène Marcel Herrand, théâtre des Mathurins
- 1950 : Bobosse d'André Roussin, mise en scène de l'auteur, théâtre royal du Parc, théâtre des Célestins, théâtre de la Michodière
- 1952 : Bobosse d'André Roussin, mise en scène de l'auteur, théâtre des Célestins
- 1952 : Un beau dimanche de Jean-Pierre Aumont, Théâtre de la Michodière, théâtre des Célestins
- 1952 : Hyménée d'Édouard Bourdet, théâtre de la Michodière
- 1953 : Le Ciel de lit de Jan de Hartog, mise en scène Pierre Fresnay, théâtre de la Michodière
- 1955 : Le Ciel de lit de Jan de Hartog, mise en scène Pierre Fresnay, théâtre des Célestins
- 1956 : Histoire de rire d'Armand Salacrou, mise en scène Jean Meyer, théâtre Saint-Georges
- 1958 : Les 3 Coups de minuit d'André Obey, mise en scène Pierre Dux, théâtre de l'Œuvre
- 1959 : Mon père avait raison de Sacha Guitry, mise en scène André Roussin, théâtre de la Madeleine
- 1959 : Les Choutes de Pierre Barillet et Jean-Pierre Grédy, mise en scène Jean Wall, théâtre des Nouveautés
- 1960 : Au grand Alfred de Pierre Barillet et Jean-Pierre Grédy, mise en scène Jacques Charon, théâtre Michel
- 1960 : Histoire de rire d'Armand Salacrou, mise en scène Jean Meyer, théâtre de la Madeleine
- 1961 : Moi et le Colonel de Franz Werfel, mise en scène Jean-Jacques Bernard, théâtre des Bouffes-Parisiens
- 1961 : George Dandin de Molière, mise en scène Jean Meyer, théâtre du Palais Royal
- 1962 : Pomme, pomme, pomme de Jacques Audiberti, mise en scène Georges Vitaly, théâtre La Bruyère
- 1962 : Les Foches de Jean Marsan, mise en scène Jean Marsan et Marc Doelnitz, théâtre des Nouveautés
- 1963 : La Vénus de Milo de Jacques Deval, mise en scène Pierre Mondy, théâtre des Célestins
- 1965 : Une fois par semaine de Muriel Resnik, mise en scène Raymond Gérôme, théâtre de la Madeleine
- 1965 : Le Mal de Test d'Ira Wallach, mise en scène Pierre Dux, Comédie des Champs-Élysées
- 1967 : Décibel de Julien Vartet, mise en scène Pierre Dux, Théâtre de la Madeleine
- 1967 : Une fois par semaine de Muriel Resnik, mise en scène Raymond Gérôme, Théâtre des Célestins, tournées Herbert-Karsenty
- 1968 : Désiré de Sacha Guitry, mise en scène Pierre Dux, Théâtre du Gymnase, Théâtre du Palais-Royal
- 1971 : Du côté de chez l’autre d’Alan Ayckbourn, mise scène Jean-Laurent Cochet, Théâtre de la Madeleine
- 1973 : Jean de La Fontaine de Sacha Guitry, mise en scène René Clermont, Théâtre Montparnasse
- 1975 : Christmas d'Alan Ayckbourn, mise en scène Pierre Mondy, Théâtre de la Madeleine
- 1977 : Topaze de Marcel Pagnol, mise en scène Jean Meyer, Théâtre des Célestins, Théâtre Saint-Georges
- 1978 : Topaze de Marcel Pagnol, mise en scène Jean Meyer, Théâtre Saint-Georges
- 1979 : Tovaritch de Jacques Deval, mise en scène Jean Meyer, Théâtre des Célestins, Théâtre de la Madeleine
- 1982 : Mon père avait raison de Sacha Guitry, mise en scène Jean Meyer, Théâtre des Célestins
- 1988 : Le Retour au désert de Bernard-Marie Koltès, mise en scène Patrice Chéreau, Festival d'automne à Paris Théâtre Renaud-Barrault
- 1994 : La Folle de Chaillot de Jean Giraudoux, mise en scène Jean-Luc Tardieu, Maison de la Culture de Loire-Atlantique Nantes

## Doublage
- Léontine dans la série d'animation Sophie et Virginie.